# Travailleurs unis de l'alimentation et du commerce
Les Travailleurs Unis de l'Alimentation et du Commerce, TUAC (en anglais : United Food and Commercial Workers, UFCW) est un syndicat représentant approximativement 1,2 million d'ouvriers aux États-Unis et au Canada dans plusieurs industries, y compris l'agriculture, la santé, l'emballage, la transformation de volailles et des produits alimentaires, la fabrication, le textile, le commerce de produits chimiques, ainsi que le commerce au détail.
Jusqu'en juillet 2005, l'UFCW était affilié avec l'AFL-CIO, où il était le deuxième plus grand syndicat affilié. L'UFCW se désolidarisa formellement avec l'AFL-CIO le 29 juillet 2005 mais la réintègre en 2013.
Au Canada, il est membre du Congrès du travail du Canada (CTC) et au Québec, de la Fédération des travailleurs du Québec (FTQ).

## Histoire
L'UFCW a été créé par la fusion des Amalgamated Meat Cutters union et de  Retail Clerks International Union en 1979. L'UFCW a pris de l'expansion suite le fusionnement avec plusieurs petits syndicats entre 1980 et 1998.

### Du côté canadien

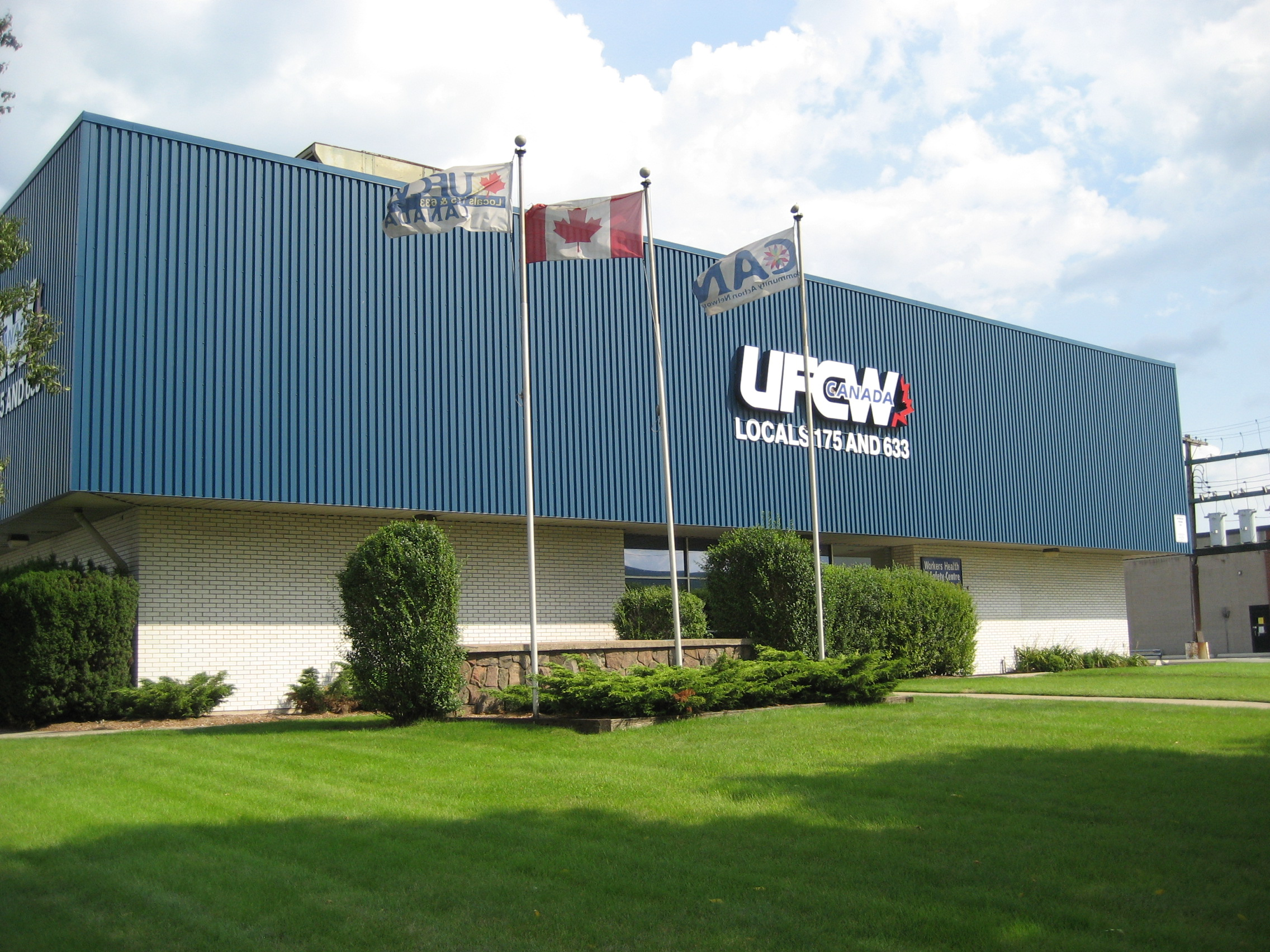
Le siège canadien à Hamilton (Ontario).

En 1979, l’Union des employés de commerce et le syndicat des Travailleurs canadiens de l’alimentation et d’autres industries fusionnent pour former le plus grand syndicat de l’alimentation et du commerce, les Travailleurs unis de l’alimentation et du commerce (en 1988, l’appellation devient Travailleurs et travailleuses unis de l’alimentation et du commerce). Le premier congrès international réunissant les deux grands syndicats s’est tenu à Montréal en 1983.
Le syndicat des travailleurs et travailleuses unis de l'alimentation et du commerce (TUAC Québec) représente plus de 55 000 membres à travers la province de Québec et le comté de Madawaska au Nouveau-Brunswick dans plusieurs domaines.  L'organisation compte plus de 250 000 membres au Canada.